# Съоръжения за детски площадки
Съоръженията за детски площадки представляват съоръжения и конструкции, с които или на които децата могат да играят на открито или закрито, индивидуално или групово, според собствените си предпочитания, като могат да ги сменят по всяко едно време. Такива са люлките, пързалките, клатушките, катерушките и т.н. Действията, които могат да извършват децата посредством съоръженията за детски площадки, са люлеене, пързаляне, въртене, клатушкане, пазене на равновесие, катерене, игри със сюжети и роли, експериментиране, учене, общуване и колективни игри.
Една от основните характеристики на съоръженията за детски площадки трябва да бъде тяхната безопасност. Тя се гарантира с въвеждането на стандарти за безопасност, на които трябва да отговарят детските съоръжения за обществено ползване. В Република България правилата за безопасност се уреждат с БДС EN 1176:2008 – „Съоръжения и настилки за площадки за игра“ и Наредба №1 от 12 януари 2009 г. за условията и реда за устройството и безопасността на площадките за игра